# Eiríks saga viðförla
Die Eiríks saga viðförla (die „Saga von Eirík, dem Weitgereisten“) ist eine kurze norwegische Saga aus dem 14. Jahrhundert über die phantastische Reise Eiríks zum Paradies.

## Inhalt
Es handelt sich um eine Kompilation aus Abenteuergeschichten, Ridderasögur, wissenschaftlichen und visionären Texten.

### Die Geschichte
Eirík, ein Norweger, will in das Ódáinsakr, das „Land ohne Tod“, reisen. Man identifiziert dies mit dem „paradisus terrestris“. Dazu reist er zunächst nach Konstantinopel, wo er sich über den fernen Osten und das Paradies erkundigt. Von dort zieht er über den Jordan weiter nach Indien in den fernen Osten, bis er an den Paradiesfluss gelangt. Über diesen Fluss führt eine Brücke in das Paradies, die aber von einem Drachen bewacht wird. Er springt in dessen Rachen und gelangt so in das Paradies, durchwandert es und hat dabei einen bedeutungsvollen Traum. Später kehrt er in die Heimat zurück.

### Herkunft der Motive
Der unbekannte Autor, der dem Klerus zugerechnet wird, hat seine Motive aus verschiedenen ihm zugänglichen Büchern geschöpft. Er schöpfte aus dem „Elucidarium“ des Honorius Augustodunensis und seinem „De imagine mundi“. Das Elucidarium lag zwar bereits seit etwa 1200 in isländischer Übersetzung vor, aber die textlichen Unterschiede zwischen den Passagen in der Saga und den entsprechenden Passagen der isländischen Übersetzung sind doch so groß, dass anzunehmen ist, der Verfasser habe nur die lateinische Fassung vor sich gehabt. Die Angaben über den Umfang der Erde und andere Informationen sind nicht der Hauksbók entnommen, sondern direkt aus der lateinischen Fassung von „De Imagine mundi“. Die Brücke zum Jenseits findet sich in verschiedenen Werken: “Konráðs saga keisarasonar”, wo einige wörtliche Übereinstimmungen zu finden sind, „Hervarar saga“, „Þorsteins þáttr bæjarmagns“, aber auch in der Dänischen Geschichte des Saxo Grammaticus. Die Beschreibung des Paradieses, das Eiríkur durchwandert, findet sich in der „Visio Tnugdali“, die in Island Mitte des 13. Jahrhunderts unter dem Namen „Duggals leizla“ übersetzt worden war. Auch hier ergibt der Textvergleich, dass der Autor eine lateinische Fassung verwendet hat, wenn sich auch nicht feststellen lässt, welche.
Bei den erwähnten Übereinstimmungen mit den isländischen Sagas lässt sich allerdings nicht mit Sicherheit sagen, ob der Einfluss von den Sagas in die Eiríks saga oder umgekehrt wirkte.

## Handschriften und Editionen
Es existieren über 50 Handschriften, davon gelten vier als Haupthandschriften: Die Gammel kongelige Samling der königlichen Bibliothek Kopenhagen 1005, AM (Arnamagnaeanische Handschriftensammlung) 657 c (4to), AM 179 und AM 346 I, (4to). Als Editionen sind zu nennen C. C. Rafn, Fornaldarsögur Norðrlanda. Bd. 3 Kopenhagen 1830; Valdimar Ásmundarson: Fornaldarsögur Norðrlanda Bd. 3 Reykjavík 1944; H. Jensen: Eireks saga viðförla. Editiones Arnamagnasanes, Reihe B Band 25. Kopenhagen 1984.

## Wirkungen
Die Vielzahl der Handschriften weist darauf hin, dass sie für den mittelalterlichen Leser unterhaltsam und eine beliebte Lektüre war. Die Verbindung epischer und legendarischer Elemente traf den Geschmack der Zeit. Theologische und wissenschaftliche Inhalte prägen auch die Konzeption der Saga. Wissen und Neugier sind zwar vorhanden, respektieren aber stets die Grenzen des mittelalterlichen Weltbildes.
Der Wert der Sage besteht heute darin, dass sie einen wichtigen Einblick in die isländische Gelehrsamkeit gewährt. Während in den Inventarien der Klöster in aller Regel lediglich die Zahl der Bücher ohne ihre Benennung angegeben ist, können anhand der Eiríks saga viðförla einige Werke, die dem Verfasser vorlagen, identifiziert werden.